# کوزو ستوگوچی
کوزو ستوگوچی (انگلیسی: Kozue Setoguchi؛ زادهٔ ۳۰ نوامبر ۱۹۹۱) بازیکن فوتبال اهل ژاپن است.